# Цимлянск
Цимля́нск — город (с 1961) в Ростовской области России. Административный центр Цимлянского района и Цимлянского городского поселения. Самый маленький по населению город Ростовской области (14 731, 2021 год).

## Этимология
Городок был назван по расположению в устье реки Цимлы. Версий происхождения слова «цимла» несколько. Согласно одной, топоним происходит от тюркских слов «чим» (тина, водоросли), «чым» (дёрн) или «сым» (памятник, могила). Согласно другой версии, слово «Цимла» в переводе означает «подкова», так как между станицами Кумшацкой и Цимлянской Дон совершал изгиб, по форме напоминающий подкову.

## География
Город расположен на востоке Ростовской области, на западном берегу Цимлянского водохранилища на реках Дон и Кумшак, в 20 км от Волгодонска и в 236 км от Ростова-на-Дону.

## История

### Основание

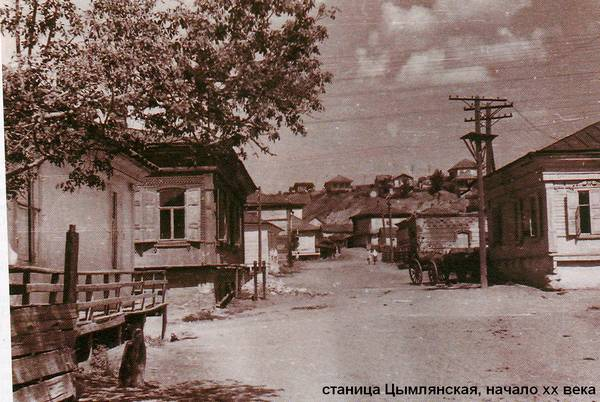
Станица Цимлянская в начале XX века

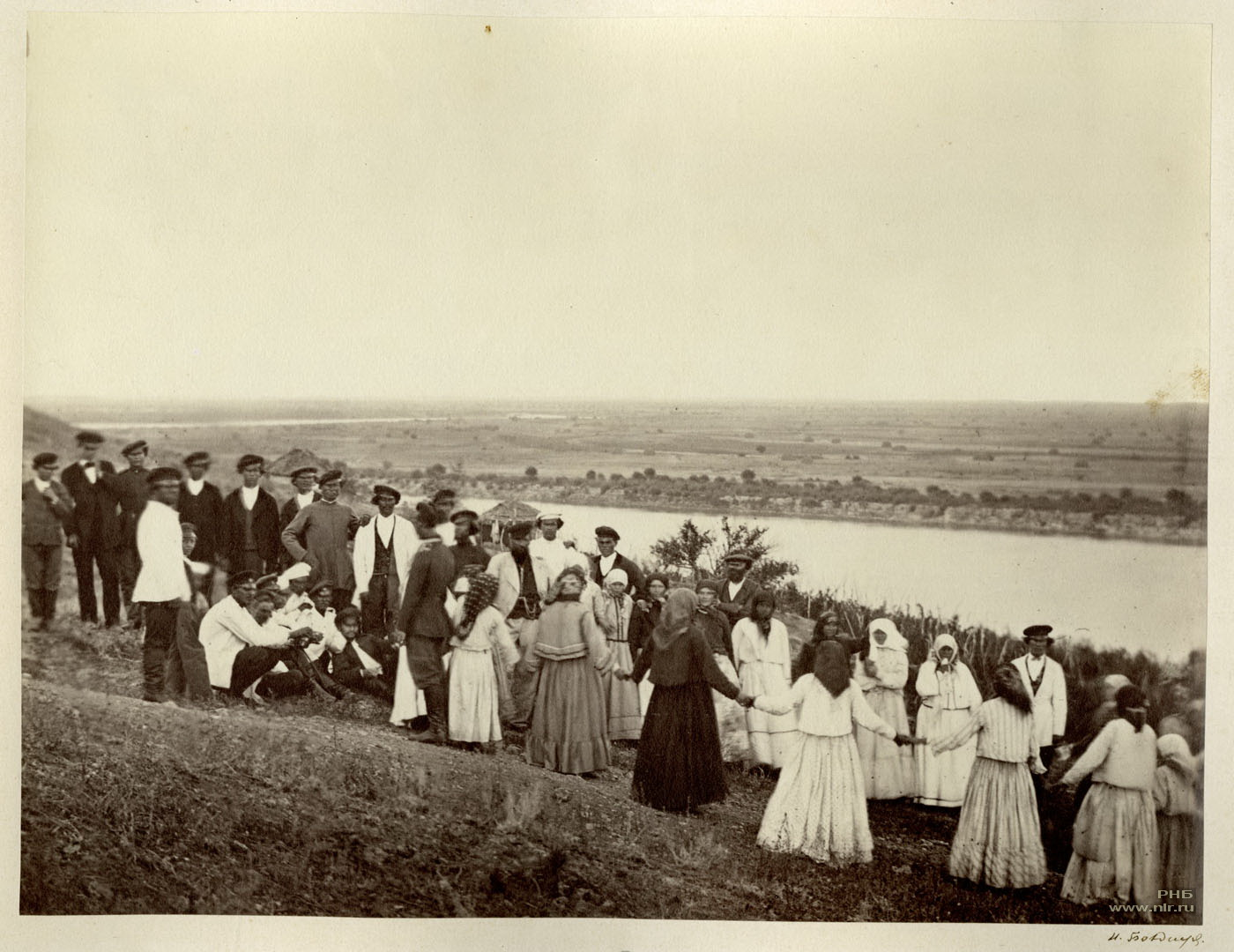
Улица в праздник на виноградных садах, земля войска Донского II станица Цимлянская, фото 1875—1876 годов.

Цимлянск (до 1950 года — станица Цимлянская) основан донскими казаками как казачий городок Цымла не позднее конца 1590-х – начала 1600-х годов. С XVIII века — станица Цымлянская. 
Точных сведений о дате основания городка нет. Впервые в исторических документах Усть-Цимла упоминается в 1672 году, однако некоторые историки считают, что Цимлянск гораздо старше. Станица Цимлянская была выстроена на месте хазарской крепости Саркел (позднее русской Белой Вежи), крепостные стены которой казаки разобрали для своих куреней.

### От городка к станице
Частые набеги татар и весенние разливы Дона заставляли первых поселенцев Цимлы часто переселяться. Из походного журнала Петра I видно, что в 1696 году Цимлянский городок находился на правой стороне Дона. В это время он представлял собой небольшой квадрат, ограниченный земляной насыпью, впереди которой шла изгородь из длинных колотых брёвен, врытых в землю, и плетень, перевитый терном. Постепенно землянки перестраивались в добротные дома, возводились хозяйственные постройки. Городок разрастался в обширное поселение — станицу. Местные жители занимались земледелием и скотоводством. Немалый доход они получали и от продажи соли, за которой ходили на Маныч.
Цимлянский юрт входил в 1-й Донской округ Области Войска Донского.

### Виноград
Тёплый южный климат создавал хорошие условия для выращивания винограда, черенки которого завозились из Венгрии, Ирана, с берегов Рейна. Есть интересные сведения о том, что в апреле 1709 года Пётр I, проездом в Черкасск, в связи с непогодой, ночью заехал в станицу Цимлянскую и остановился у местного казака Клеменова. Хозяин, приняв царя за простого офицера, долго спорил с ним о новых порядках, которые государь установил на Дону. На другой день Пётр I, открывшись ему, собрал стариков и рассказал о виноградниках, которые увидел за границей. Затем собственноручно посадил несколько кустов. К началу XIX века в станице росло уже около 30 тысяч кустов винограда.

### Торговля
Удалённая на сотни километров от железных дорог, лишённая в зимние месяцы даже водных путей, тем не менее, Цимлянская была также и торговой станицей. В конце XIX — начале XX веков в Цимлянской ежегодно проводились ярмарки, на которые съезжались купцы со всей России.

### Судоходный канал
На правом возвышенном берегу Дона просуществовала Цимла без малого 300 лет, пока не пришло время перенести станицу Цимлянскую на новое место в связи со строительством Волго-Донского судоходного канала и Цимлянского водохранилища. В 1950 году на строительство Волго-Дона в эти места съезжались рабочие, стекались грузы. После окончания великой стройки судоходного канала и Цимлянского гидроузла многие строители здесь и остались.
В 1950—1952 годах станица перенесена из зоны затопления Цимлянского водохранилища и 30 октября 1951 года была преобразована в рабочий посёлок Цимлянский, которому 19 мая 1961 года были присвоены статус города и современное название.

## Население
| 1939    | 1959    | 1970    | 1979    | 1989    | 1992    | 1996    | 1998    | 2000    |
| ------- | ------- | ------- | ------- | ------- | ------- | ------- | ------- | ------- |
| 4400    | ↗9919   | ↗13 011 | ↗15 360 | ↘15 343 | ↗15 500 | ↗16 300 | ↘16 100 | ↘15 900 |
| 2001    | 2002    | 2003    | 2005    | 2006    | 2007    | 2008    | 2009    | 2010    |
| ↘15 800 | ↘15 444 | ↘15 400 | ↘14 900 | ↘14 700 | →14 700 | ↗14 800 | ↘14 793 | ↗15 028 |
| 2011    | 2012    | 2013    | 2014    | 2015    | 2016    | 2017    | 2018    | 2019    |
| ↘15 000 | ↘14 807 | ↘14 778 | ↘14 761 | ↘14 622 | ↗14 643 | ↘14 558 | ↘14 528 | ↘14 421 |
| 2020    | 2021    |         |         |         |         |         |         |         |
| ↗14 432 | ↗14 731 |         |         |         |         |         |         |         |

На 1 января 2025 года по численности населения город находился на 783-м месте из 1124 городов Российской Федерации.

### Известные люди
- Александр Максимович Макаров — ракетостроитель.
- Дмитрий Иванович Рябышев — советский военачальник.
- Алексей Пудович Солод — полный кавалер ордена Славы, почётный гражданин Цимлянского района.

## Экономика
Основу экономики современного Цимлянска составляют предприятия по производству и переработке сельхозпродукции, предприятия легкой и пищевой промышленности, машиностроения и металлообработки, строительных материалов, электроэнергетики.
В городе работают:
- ОАО «Цимлянский судомеханический завод».
- ООО «Цимлянский машиностроительный завод».
- ОАО «Цимлянские вина» (знаменитый завод цимлянских игристых вин известен особенно игристым вином «Цимлянское»[22], и другими сортами вин, удостоенных множества высших наград в России и за рубежом.
- ОАО «Цимлянский Рыбокомбинат».
- Цимлянская ГЭС Волгодонского производственного подразделения ООО «Лукойл — Ростовэнерго».
- Цимлянский филиал федерального государственного управления «Аздонрыбвод», федеральное учреждение — управление водными ресурсами Цимлянского водохранилища.

Источник минеральной воды. Также Цимлянск получил известность, как прекрасное место отдыха. Большое количество солнечных дней, выходы минерализированных вод создают все необходимые условия для полноценного отдыха.

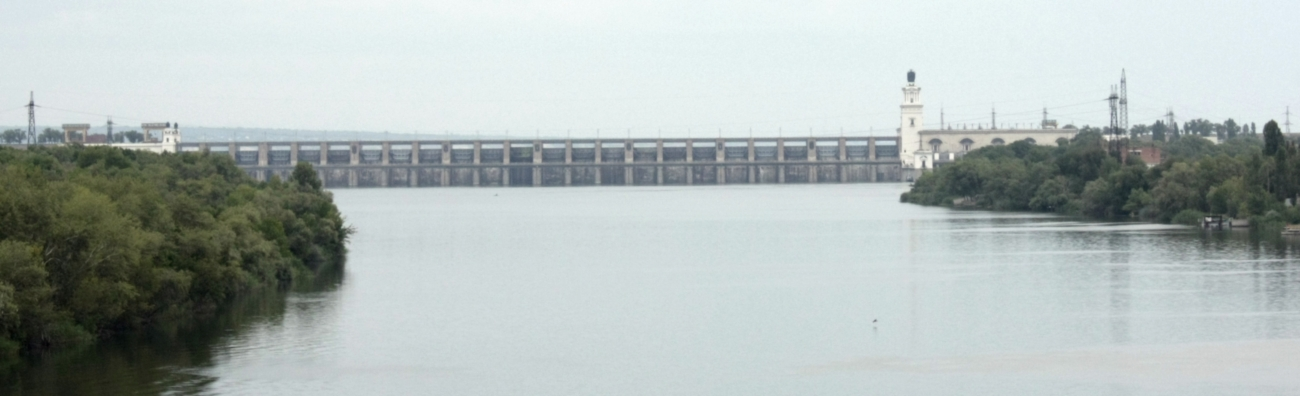
Цимлянская ГЭС

### Транспорт
Железнодорожная станция Цимлянская на линии «Морозовская—Куберле». Транспортная связь — автомобильный, железнодорожный и водный транспорт.
Вблизи города имеется аэропорт «Волгодонск» (не действующий, исключён из реестра гражданских аэродромов), с 1990-х годов регулярные пассажирские перевозки из него не выполняются.
Внутригородские и пригородные перевозки осуществляются автобусами малой вместимости и маршрутными такси.

## Архитектура
Город примечателен архитектурой, которая отличается от остальных провинциальных городов Ростовской области, точнее его микрорайон, называемый «городок энергетиков». Он выстроен в стиле курортов 1950-х годов, сталинском ампире. В том же стиле выстроены административные здания города и ГЭС. В 2000 году в городе завершено строительство Свято-Никольского храма.

## Достопримечательности
В городе Цимлянске Ростовской области имеется целый ряд культурных объектов регионального значения. К ним относятся:
- Обелиск в память строительства Цимлянского гидроузла;
- Памятник воинам-освободителям;
- Обелиск в память строительства Цимлянского гидроузла Волго — Донского канала им. В. И. Ленина в 1952 году. Авторы обелисков — скульпторы Г. И. Озолина, А. С. Кондратьев и Михаил Константинович Аникушин.

Высота железобетонных обелисков составляет около 30 метров. Сбоку расположены фигурные скульптурные композиции пятиметровой высоты. Композиции каждого из обелисков включают в себя двух людей — железнодорожников, проектировщиков, строителей и геологов. Обелиск увенчан эмблемой. Внутри обелиска работал музей.
К культурным достопримечательностям относятся:
- Памятник истории, архитектуры и градостроительства — историко-архитектурный ансамбль Приморского парка с ротондой, строился в 1954—1956 годах;
- Здание районного Дома культуры, 1955—1956 гг. (ул. Набережная, д. 2);
- Здание санатория «Цимлянский» на 140 мест, 1954—1955 гг. (ул. Набережная, д. 13/2);
- Здание корпуса Школы-интерната, 1954—1956 гг. (Дом отдыха, ул. Набережная, д. 11/1);
- Здание ротонды Приморского парка (1954—1955 гг.);
- Здание Центральной арки с флигелями в Приморском парке 1954—1955 гг.;
- Аллея героев Цимлы. Строительство сооружений аллеи проводилось методом народной стройки за счет частных пожертвований и средств местных предприятий. В 2006 году был открыт первый бюст. На аллее есть бюсты 11 героев, включая бюст командира взвода 28 героев-панфиловцев Ивана Ефстафьевича Добробабина (1913—1996). Добробабин после освобождения из заключения в 1955 году (он отбывал срок за измену Родине, так как с 1942 по 1944 год служил в немецкой полиции в Харьковской области, лишён наград и званий) жил и умер в городе Цимлянске;
- Цимлянский районный краеведческий музей (1998);
- Свято-Никольский храм (2000);
- Правобережное Цимлянское городище;
- Камышевское городище.

## Фотогалерея

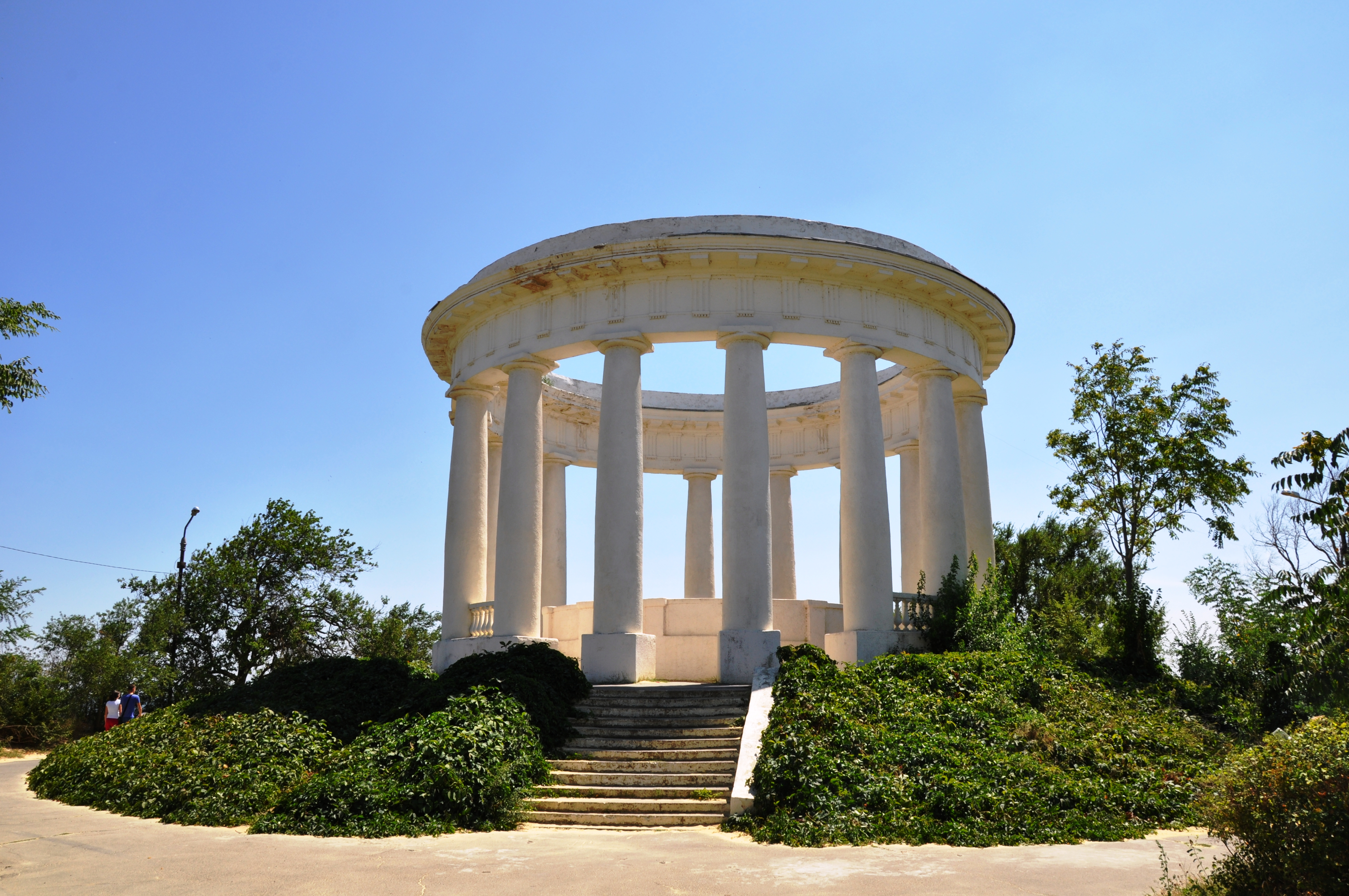
Ротонда в Приморском парке г. Цимлянска
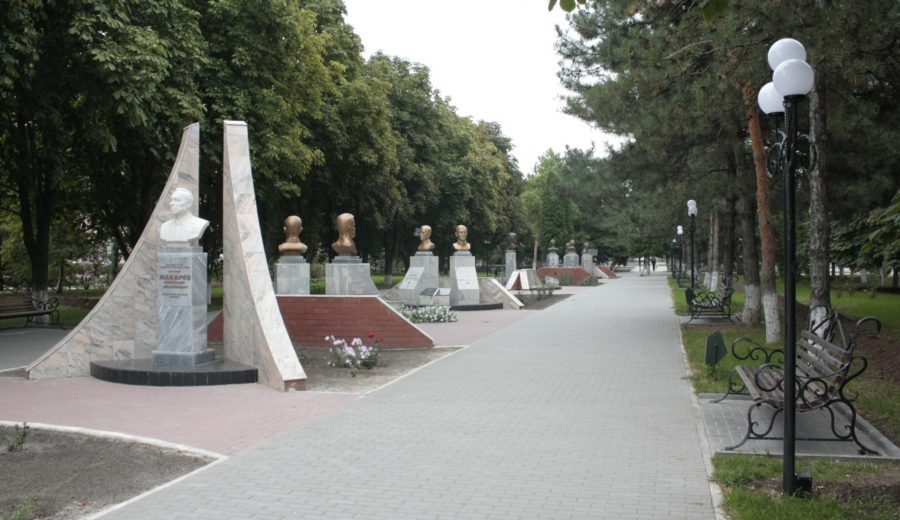
Аллея героев Цимлы
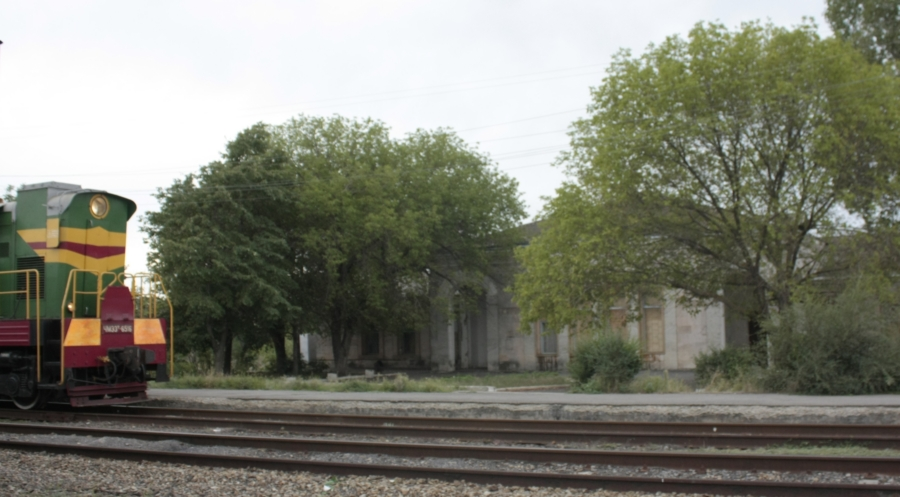
Железнодорожная станция Цимлянская
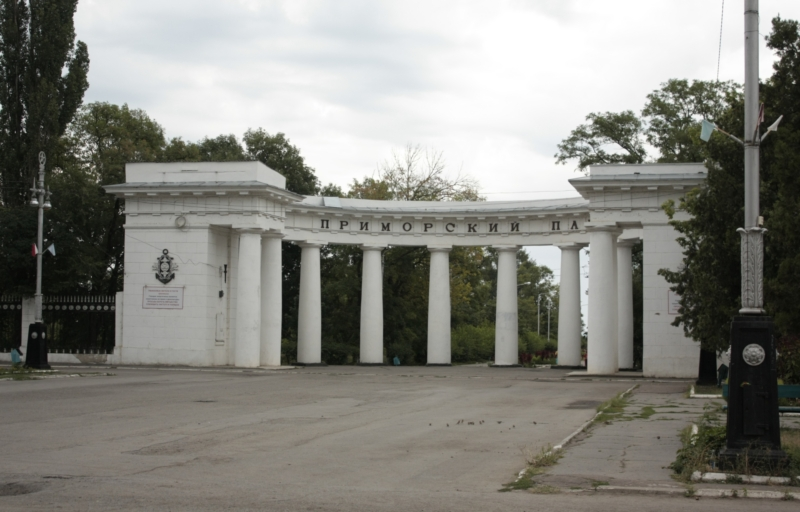
Исторический центр Цимлянска. Приморский парк
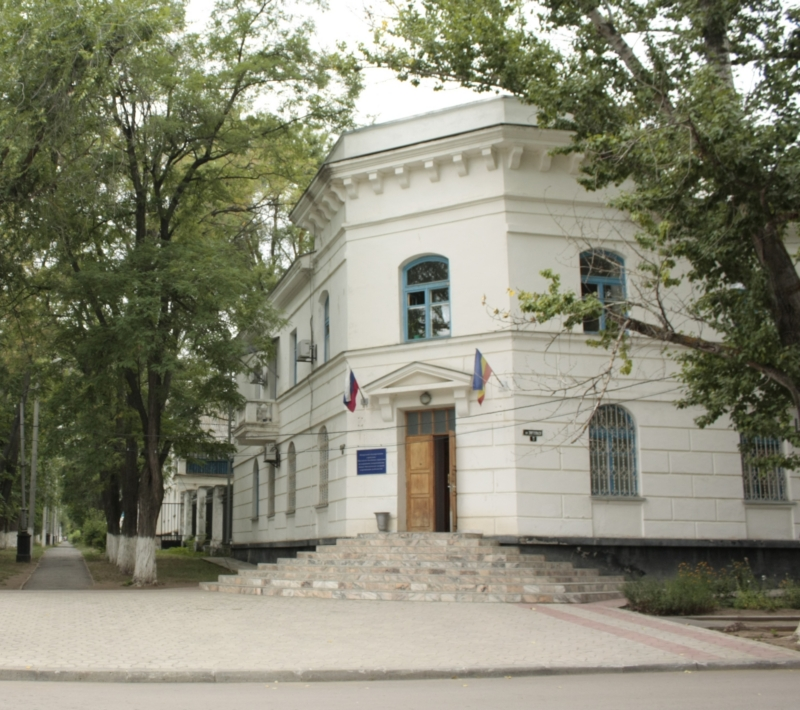
Бывший дом пионеров, ныне здание Цимлянскрыбвода
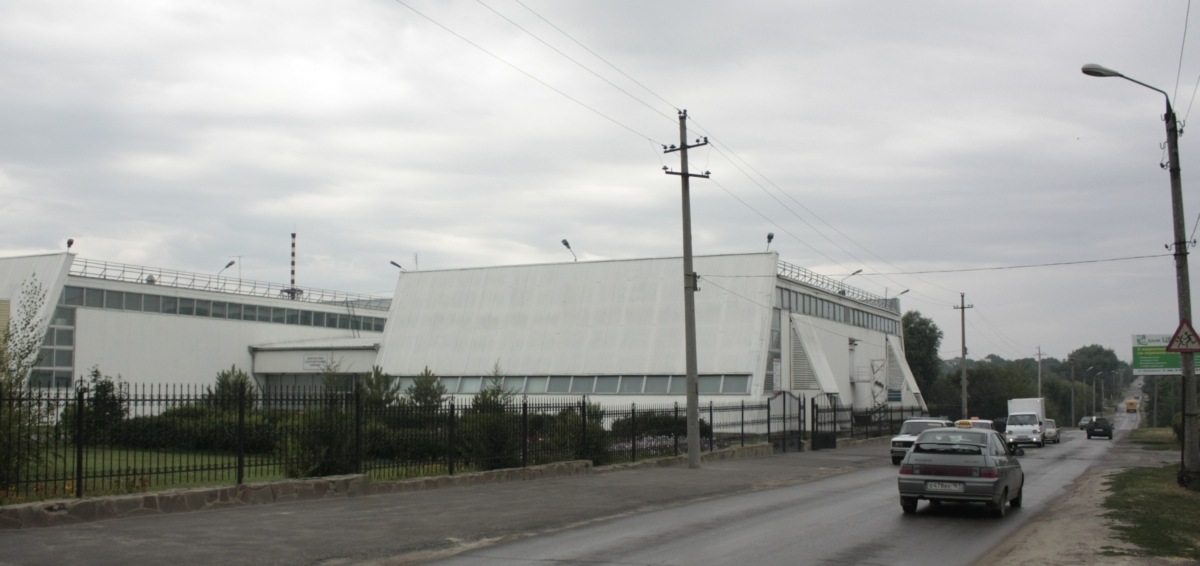
Физкультурно-оздоровительный комплекс
Цимлянский винзавод
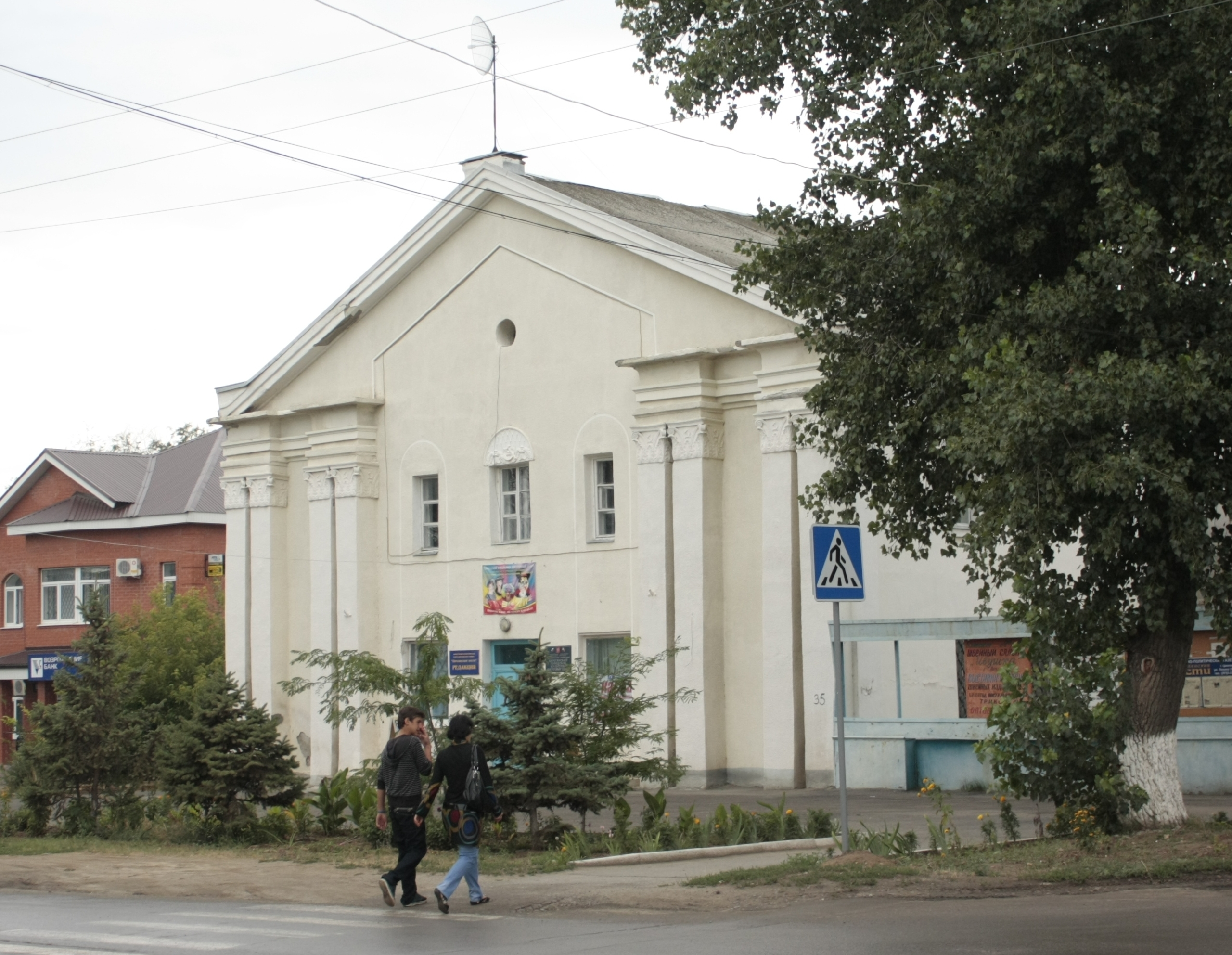
Бывший кинотеатр «Комсомолец», ныне городской досуговый центр